# Chancelade
Chancelade (Chancelada trong tiếng occitan) là một xã của Pháp, nằm ở tỉnh Dordogne trong vùng Aquitaine của Pháp. Xã này có diện tích 16,23 km2, dân số năm 1999 là 3865 người. Xã nằm ở khu vực có độ cao trung bình 88 m trên mực nước biển.

## Thông tin nhân khẩu
Nguồn: INSEE  và Cassini 
| 1793 | 1800 | 1806 | 1821 | 1831  | 1836  | 1841  | 1846  | 1851  |
| ---- | ---- | ---- | ---- | ----- | ----- | ----- | ----- | ----- |
| 906  | 679  | 703  | 948  | 1 093 | 1 026 | 1 001 | 1 141 | 1 116 |

| 1856  | 1861  | 1866  | 1872  | 1876  | 1881  | 1886  | 1891  | 1896  |
| ----- | ----- | ----- | ----- | ----- | ----- | ----- | ----- | ----- |
| 1 164 | 1 181 | 1 236 | 1 096 | 1 227 | 1 417 | 1 384 | 1 349 | 1 245 |

| 1901  | 1906  | 1911  | 1921  | 1926  | 1931  | 1936  | 1946  | 1954  |
| ----- | ----- | ----- | ----- | ----- | ----- | ----- | ----- | ----- |
| 1 267 | 1 092 | 1 156 | 1 117 | 1 164 | 1 095 | 1 168 | 1 271 | 1 445 |

| 1962                                         | 1968  | 1975  | 1982  | 1990  | 1999  | - | - | - |
| -------------------------------------------- | ----- | ----- | ----- | ----- | ----- | - | - | - |
| 1 780                                        | 2 002 | 2 420 | 3 297 | 3 718 | 3 865 | - | - | - |
| Số liệu kể từ 1962 : dân số không tính trùng |       |       |       |       |       |   |   |   |